# Mads Beierholm
Mads Beierholm (født 15. november 1984) er en dansk tidligere fodboldspiller, hvis seneste kendte klub er Middelfart.

## Karriere
Beierholm har spillet i den danske Superliga for Vejle Boldklub og SønderjyskE samt islandske Fylkir.

### International karriere
Beierholm har repræsenteret Danmark på ungdomsniveau fra U/16 til U/20.